# Slow Jamz
Slow Jamz è il singolo di debutto del rapper statunitense Twista, pubblicato il 2 dicembre 2003 da Atlantic Records.
La rivista Q l'ha inserita al diciannovesimo posto della sua lista delle "100 migliori canzoni hip-hop di tutti i tempi".

## Descrizione
Durante una festa con come ospiti P Diddy, Missy Elliott e Jay-Z, Jamie Foxx incontrò per la prima volta Kanye West, che all'epoca si stava riprendendo da un incidente d'auto che gli aveva rotto la mascella. West ha eseguito un freestyle che ha impressionato talmente tanto Foxx, che questi lo ha poi invitato nel suo studio di registrazione per registrare Slow Jamz. Foxx inizialmente cantò a squarciagola il ritornello della canzone: "She said she want some Marvin Gaye \ some Luther Vandross \ A little Anita \ will definitely set this party off right". West lo ha preso in giro per il suo modo di cantare R&B, quando invece la canzone era stata pensata per essere rap. La canzone è stata perciò realizzata con un mix di stili R&B, rap e soul. A proposito di ciò, in un'intervista del 2017, Foxx ha spiegato che inizialmente era "disperato" all'idea di cambiare il proprio genere musicale ufficiale (l'R&B), ma che alla fine è stato così felice di aver provato che in seguito l'avrebbe rifatto, per esempio in Gold Digger, sempre in collaborazione con Kanye.
La canzone è stata scritta da Twista e West, nonché da Burt Bacharach e Hal David, autori della canzone, di cui è contenuto un campionamento, A House Is Not a Home (1964), originariamente di Dionne Warwick, e qui nella versione cover di Luther Vandross. A svolgere i cori principali della canzone è invece la cantante americana Tracie Spencer.
Inoltre, dopo la conclusione del verso di West, a pronunciare la frase "Do it faster, baby \ Do it faster!" è l'attrice comica Aisha Tyler.
Successivamente, Slow Jamz è stato incluso negli album Kamikaze (di Twista) e il celebre The College Dropout (di Kanye West).

## Video musicale
Il videoclip del brano, girato a South Side (Chicago), è ambientato a una festa. All'inizio si vede Jamie Foxx acquistare alcuni vinili per la festa in un negozio di dischi per la festa, dove trova tra i partecipanti anche Kanye West e Twista. Nel video appaiono i cameo dell'attrice Aisha Tyler (che, oltre a pronunciare la frase sopracitata, nel video interpreta la fidanzata di Kanye), e dei cantanti John Legend, Consequence e Mike Epps e Common.

## Successo commerciale
Dopo appena due giorni dalla sua pubblicazione, il singolo, divenuto un successo strepitoso, ha debuttato in vetta alla Billboard Hot 100, diventando ufficialmente la prima posizione in classifica per tutti e tre gli interpreti.
La canzone, inoltre, il 4 aprile 2004 ha debuttato alla terzo posizione della britannica Official Singles Chart, dove è rimasta per 13 settimane, mentre in Australia ha raggiunto il 26° posto e in Nuova Zelanda il nono.
In Regno Unito il singolo è stato poi certificato disco d'oro, per aver superato le 400.000 vendite. Invece negli Stati Uniti il brano è diventato disco di platino per ben tre volte.

## Riconoscimenti
Slow Jamz ha ricevuto una candidatura ai Grammy Award 2004, come migliore canzone rap, ma non ha vinto.

## Tracce
Lato A
1. Slow Jamz (Explicit) (4:06)
2. Slow Jamz (Edited) (3:34)
3. Slow Jamz (Instrumental) (3:33)

Lato B
1. Badunkadunk (Explicit) (4:16)
2. Badunkadunk (Edited) (4:16)
3. Badunkadunk (Instrumental) (4:15)

## Classifiche
| Classifica (2004)                    | Posizione più alta |
| ------------------------------------ | ------------------ |
| Australia                            | 26                 |
| Belgio (Fiandre)                     | 4                  |
| Nuova Zelanda                        | 9                  |
| Paesi Bassi                          | 15                 |
| U.S. Billboard Hot 100               | 1                  |
| U.S. Billboard Hot R&B/Hip-Hop Songs | 1                  |